# Mattia Battistini
Mattia Battistini (27. februar 1856 i Rom – 7. november 1928 i Colle Baccaro) var en italiensk opera- og koncertsanger (tenorbaryton).

## Liv
Mattia Battistinis far var professor i anatomi ved et universitet i Rom, og i overensstemmelse med faderens ønske begyndte Mattia på medicinstudiet ved unversitetet. Men han studerede samtidigt sang (startede som tenor) hos Eugenio Terziani og Venceslao Persichini og forlod medicinstudiet uafsluttet. 
Da han døde i 1928 ved et anfald af astma, var det blot få uger før hans 50 års jubilæum på scenen.

## Karriere
Mattia Battistini debuterede den 11. december 1878 i La Favorita af Donizetti, da han sprang ind som dubleant i forestillingen.
I sin tidlige karriere optrådte han ud over i sit hjemland meget på scenerne i Sydamerika, men ophørte hermed efter 1888, angiveligt fordi han afskyede rejsen over Atlanterhavet. I stedet vendte han sig mere og mere mod Rusland, hvor han optrådte regelmæssigt gennem 23 sæsoner og gjorde personligt bekendtskab med zarfamilien. Han medbragte sine egne kostumer på rejserne, hvad der krævede omkring 30 kufferter. Han optrådte i øvrigt i Barcelona, Madrid, Lissabon, London, Paris, Berlin, Wien, Prag og Budapest. Efter 1. verdenskrig turnerede han med sit eget selskab.
Battistinis stemme er bevaret for eftertiden i grammofonoptagelser. Den første blev optaget i 1902.
Han gav sin sidste koncert som 71-årig i 1927, hvor hans stemme stadig var i god stand.
Mattia Battistini blev anset for at være en af de største barytoner i århundredet, og hans repertoire omfattede mere end 100 partier. Han blev tillige rost for sin sceneoptræden og sit skuespiltalent.